# Jan Kozaczuk
Jan Kozaczuk (ur. 5 czerwca 1971 w Białymstoku) – polski aktor teatralny i filmowy.

## Życiorys
W 1997 roku ukończył studia na PWSFTviT w Łodzi, wydział aktorski. Aktor Teatru Nowego w Warszawie.

## Filmografia
- 1997: Przystań − uczestnik kursu
- 1999-2001: Miodowe lata − operator (odc. 36 i 85)
- 1999: Ostatnia misja − policjant próbujący zatrzymać Kostynowicza w hotelu
- 1999: Prawo ojca − lekarz z pogotowia
- 1999: Wrota Europy − Staszewicz
- 2001: Gulczas, a jak myślisz... − wizażysta na planie filmu
- 2001: Marszałek Piłsudski − strażnik w Magdeburgu (odc. 4)
- 2002-2007: M jak miłość − listonosz (odc. 68 i 293); mężczyzna w kolejce do bioenergoterapeuty (odc. 108); Chojecki, mężczyzna w pubie Marka (odc. 418, 421, 435, 458, 471, 473 i 539)
- 2002-2010: Samo życie − tragarz dostarczający Kubiakom lodówkę
- 2003: Kasia i Tomek − pilot wycieczki do Pragi (głos, seria II, odc. 17)
- 2003-2010: Na Wspólnej − 3 role: oficer w WKU; Paweł Banaś; policjant
- 2003: Toaleta nieczynna
- 2003: Tygrysy Europy 2 − kelner w klubie dla gejów „Ozyrys”
- 2003: Zaginiona − członek zespołu realizującego program „Ktokolwiek widział, ktokolwiek wie...” (odc. 3 i 5)
- 2004-2005: Pensjonat pod Różą − dziennikarz w TV (odc. 25 i 75); fotoreporter (odc. 58 i 59)
- 2004-2007: Plebania − „Łysy” (odc. 464); Siwy (odc. 820, 822, 823 i 827)
- 2006: Pitbull − pracownik sieci komórkowej (odc. 15)
- 2006: Dylematu 5
- 2006: Fala zbrodni − nauczyciel W-F (odc. 52)
- 2006: Kopciuszek − właściciel samochodu
- 2006: Na dobre i na złe − Grzegorz Jarecki, operator telenoweli dokumentalnej (odc. 266, 276 i 278)
- 2007: Ekipa − dziennikarz
- 2008: Faceci do wzięcia (odc. 70)
- 2009: Popiełuszko. Wolność jest w nas − wikariusz
- 2009: Przeznaczenie − Jacek, przyjaciel Adama (odc. 2)

## Teatr Telewizji
- 2006: Śmierć rotmistrza Pileckiego